# Johann Polach
Johann Polach (16. května 1871 Velké Bílovice – 16. listopadu 1942 Terezín) byl československý učitel a politik židovského původu a německé národnosti, meziválečný senátor Národního shromáždění.

## Biografie
Narodil se jako nejstarší z šesti dětí chudého dělníka z malé vesnice na Moravě. Díky talentu byl poslán do Vídně, kde navštěvoval gymnázium v Schottenringu. Absolvoval univerzitu a přivydělávál si soukromým doučováním. Angažoval se v rakouském sociálně demokratickém hnutí ve Vídni a Brně. V Brně učil latinu a řečtinu na střední škole.
V parlamentních volbách v roce 1920 získal za Německou sociálně demokratickou stranu dělnickou v ČSR senátorské křeslo v Národním shromáždění. Mandát obhájil v parlamentních volbách v roce 1925 a parlamentních volbách v roce 1929. V Senátu zasedal do roku 1935.
Povoláním byl gymnaziálním profesorem v Brně.
V sociálně demokratických periodikách publikoval články zaměřené na problematiku dělnického odborového hnutí. V polovině 30. let 20. století odešel z aktivní politiky kvůli nemoci. Za druhé světové války byl deportován spolu s manželkou do koncentračního tábora Terezín. V Terezíně přežil jen tři týdny, zemřel v říjnu 1942. Manželka Kateřina se dočkala konce války a zemřela v Brně v roce 1950.